# Howard Menger
Howard Menger (17 tháng 2, 1922 – 25 tháng 2, 2009) là một người tiếp xúc UFO tự nhận đã gặp người ngoài hành tinh trong suốt đời mình, các cuộc gặp gỡ này là chủ đề của những cuốn sách nổi tiếng như From Outer Space To You (UFO từ ngoài không gian tới đây) và The High Bridge Incident (Sự kiện UFO ở High Bridge) do chính ông viết ra. Menger nổi tiếng như một người giao tiếp UFO có sức lôi cuốn đặc biệt kể lại khi chi tiết các cuộc trò chuyện của mình với những "người anh em vũ trụ" sao Kim theo kiểu Adamski vào cuối những năm 1950, đã được một số tín đồ UFO công nhận.
Về sau này Menger đã nêu trong một số tài liệu chứng minh rằng ông tin rằng là mình đã hiểu lầm người ngoài hành tinh và họ đến từ đâu. Ông tuyên bố người ngoài hành tinh này đã không sống trên sao Kim nhưng họ có căn cứ đóng trên sao Kim hoặc đang đi qua hoặc khám phá hành tinh này. Menger còn viết về những địa điểm mới hơn về nơi mà ông tin rằng người vũ trụ xuất phát từ một trong những cuốn sách sau này của ông.
Menger nói rằng: "'Nhiều năm trước, trong một chương trình truyền hình, khi tôi lần đầu tiên nêu lên ý kiến của mình rằng những người mà tôi từng gặp và nói chuyện với con tàu này có thể không phải là người ngoài trái đất, tôi nghĩ rằng tôi đã rút lui. Tuy nhiên, họ (người ngoài hành tinh) cho biết họ đến từ hành tinh mà chúng ta gọi là sao Kim (hoặc sao Hỏa).Ý kiến của tôi cho rằng những du khách không gian này có thể đã đi qua hoặc viếng thăm các hành tinh khác (như chúng ta đang lên kế hoạch) nhưng không có mối liên hệ nào với các hành tinh này hơn bất kỳ phi hành gia nào của chúng ta có nguồn gốc từ Mặt Trăng.'" 
Menger đã có những mặc khải tôn giáo để truyền đạt sau những "trải nghiệm" của mình, và cũng đã trở lại từ những lần liên hệ với những thông điệp thực tiễn hơn.
Hồi còn trẻ, ông theo bố mẹ dọn sang ở những ngọn đồi của vùng Hunterdon County, New Jersey. Lần tiếp xúc đầu tiên với một người từ hành tinh khác là ở tuổi lên mười, trong khu rừng gần quê nhà của ông ở vùng High Bridge, New Jersey. Ngay sau khi rời khỏi trường trung học, ông gia nhập quân đội Mỹ và được biên chế vào Tiểu đoàn Thiết giáp 17. Trong phần đời sau này, ông thường làm việc như một họa sỹ vẽ phù hiệu.
Ông qua đời vào ngày 25 tháng 2 năm 2009, ở tuổi 87.